# عروس و مادرشوهر
عروس و مادر شوهر فیلمی به کارگردانی و نویسندگی جواد طاهری محصول سال ۱۳۵۲ است.

## بازیگران
- پیمان
- هاله نظری
- علی میری
- پروین ملکوتی
- غلامحسین بهمنیار
- اسدالله یکتا
- ناهید ضیایی
- ملیحه نصیری
- محمد غفاری
- اونیک
- حسن رضیانی
- هوشنگ سلیم
- سیدامیر شجاع‌الدین